# Mycetophila desantisi
Mycetophila desantisi är en tvåvingeart som beskrevs av Duret 1981. Mycetophila desantisi ingår i släktet Mycetophila och familjen svampmyggor. Inga underarter finns listade i Catalogue of Life.